# Terrence Boyd
Terrence Anthony Boyd (Bremen, Alemania, 16 de febrero de 1991) es un futbolista estadounidense que juega de delantero para el Waldhof Mannheim de la 3. Liga.

## Trayectoria

### Hertha Berlín/Borussia Dortmund
Terrence Boyd creció jugando para el sistema juvenil del Hertha Berlín, y finalmente debutando para su equipo sub-23 en 2010. Luego de comenzar la temporada en la banca, encontró su posición como titular y terminó la temporada con 13 goles. Luego de que su contrato con Hertha expiró, firmó con el Borussia Dortmund y debutó con su equipo de reservas, el Borussia Dortmund II. El 22 de octubre de 2011 Boyd recibió su primer llamado al primer equipo del Borussia Dortmund en su partido de la Bundesliga contra el F.C. Colonia. Pese a que fue parte de la plantilla de dieciocho jugadores, Boyd no jugó en la victoria del Dortmund 5-0 contra el F.C. Colonia.
Tras terminar la temporada con 20 goles y lograr el título de la Regionalliga con el equipo de reservas del Borussia Dortmund, el SK Rapid Wien de la Bundesliga Austriaca expresó su intención de fichar al joven delantero para la siguiente temporada.

### SK Rapid Wien

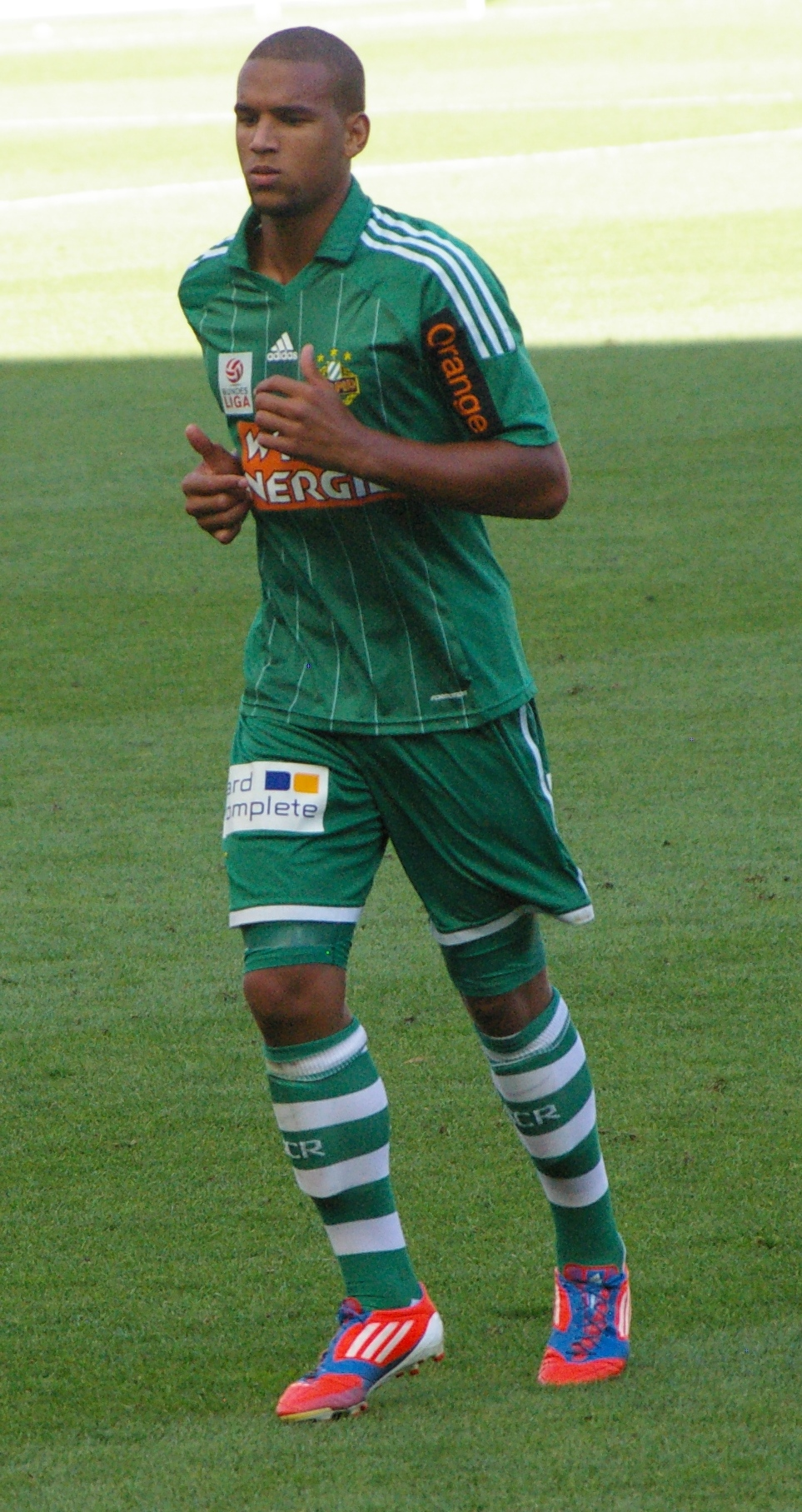
Boyd con el Rapid Viena

El 11 de junio de 2012 se anunció oficialmente que luego del partido de eliminatorias de Estados Unidos contra Guatemala, Boyd se uniría al SK Rapid Wien de la Primera División austríaca, firmando un contrato por tres años. Boyd realizó su debut profesional con el Rapid el 21 de julio de 2012, entrando como titular en el partido inaugural del club en la temporada 2012-13 contra el FC Wacker Innsbruck. El Rapid ganó el partido 4-0, y Boyd anotó dos goles y registró una asistencia. Debutó en competiciones europeas el 2 de agosto de 2012, jugando los noventa minutos en la derrota 2-1 contra el FK Vojvodina por la fase clasificatoria de la Europa League. Anotó su primer gol en la competición una semana después, anotando el segundo gol del Rapid en el partido que terminarían ganando 2-0 y obteniendo la clasificación a la siguiente ronda. Finalmente terminaría su primera temporada con el Rapid con un total de 20 goles anotados en todas las competiciones.
En el primer partido competitivo del club en la temporada 2013-14, Boyd anotó uno de los goles de su club en la definición por penales ante el LASK Linz por la Copa de Austria. No obstante, el Rapid terminaría perdiendo la definición 5-4. El germano-estadounidense abrió su cuenta goleadora en su segunda temporada en la Bundesliga Austriaca anotando dos de los cuatro goles de su equipo en la victoria ante el Wiener Neustadt el 27 de julio de 2013. Días después anotó su primer gol de la temporada en la Liga Europea de la UEFA, convirtiendo un penal que le daría el empate final 1-1 ante el Asteras Tripolis FC de Grecia por la tercera fase clasificatoria del torneo.
Boyd superó su récord personal de goles en una temporada el 26 de abril de 2014, anotando un doblete por segunda semana consecutiva en la victoria 2-1 sobre el Red Bull Salzburg y alcanzando así 18 goles en todas las competiciones en la temporada 2013/14. Finalmente terminaría la temporada con 20 goles -14 de ellos en la liga-, rompiendo así su récord personal.

### Red Bull Leipzig
El 30 de junio de 2014 se confirmó el traspaso de Boyd al Red Bull Leipzig de la 2. Bundesliga alemana. No obstante, poco después de llegar al club, Boyd anunció en su cuenta de Twitter que había sufrido un desgarre parcial de su ligamento anterior cruzado, lesión que lo dejó fuera de las canchas hasta octubre de 2014. Finalmente debutó con el Red Bull el 17 de octubre de 2014, ingresando en los últimos 30 minutos de la derrota 1-0 frente al FC Núremberg. Anotó su primer gol con el club poco después, convirtiendo en la victoria 3-1 sobre el Erzgebirge Aue por la DFB Pokal el 29 de octubre. El 23 de noviembre anotaría sus primeros dos goles en la 2. Bundesliga, ayudando a su equipo en la victoria 4-1 sobre el FC St. Pauli. Desafortunadamente para el futbolista, en un partido frente al FC Ingolstadt el 6 de diciembre de 2014 se desgarró completamente el mismo ligamento que había lesionado meses atrás.

### SV Darmstadt 98
En enero de 2017, Terrence Boyd fue contratado por el SV Darmstadt 98 de la Bundesliga por dos temporadas.

### Toronto FC
A inicios de febrero de 2019, el Toronto FC hizo oficial su fichaje.

### Hallescher FC
En julio de 2019 regresaría a Alemania tras firmar por dos temporadas con el Hallescher FC.

## Selección de Estados Unidos

### Selecciones juveniles
Al ser el hijo de un soldado estadounidense y madre alemana Boyd tiene doble ciudadanía, lo que le daba la oportunidad para jugar para las selecciones de ambos países. No obstante, Boyd ha jugado exclusivamente para Estados Unidos luego de haber sido reclutado por el exdirector técnico de la selección sub-20 de ese país, Thomas Rongen, en 2010.
En noviembre de 2011 Boyd fue llamado por primera vez a la selección sub-23 para el campamento de entrenamiento de la selección en Europa. Boyd también participó del siguiente campamento de la sub-23 en Florida en diciembre de 2011. Poco después fue llamado al campamento de preparación para el torneo preolímpico de la CONCACAF a finales de febrero que comenzó con un partido contra la selección sub-23 de México en marzo de 2012, pero Jürgen Klinsmann lo llamó por primera vez a la selección mayor el 23 de febrero para jugar un amisto contra Italia en Génova el 29 de febrero de 2012. El 12 de marzo de 2012, Boyd fue llamado nuevamente a la selección sub-23, esta vez como parte de la lista provisional de 19 jugadores que enfrentaría las eliminatorias de la CONCACAF para las Olimpiadas en Londres.
Boyd debutó con la selección sub-23 en el Torneo Preolímipico de la Concacaf entrando en el segundo tiempo en la derrota frente a Canadá 2-0 el 24 de marzo de 2012. El 26 de marzo fue titular en el último partido de la fase de grupos contra la selección de El Salvador, donde anotó dos goles.

### Selección mayor

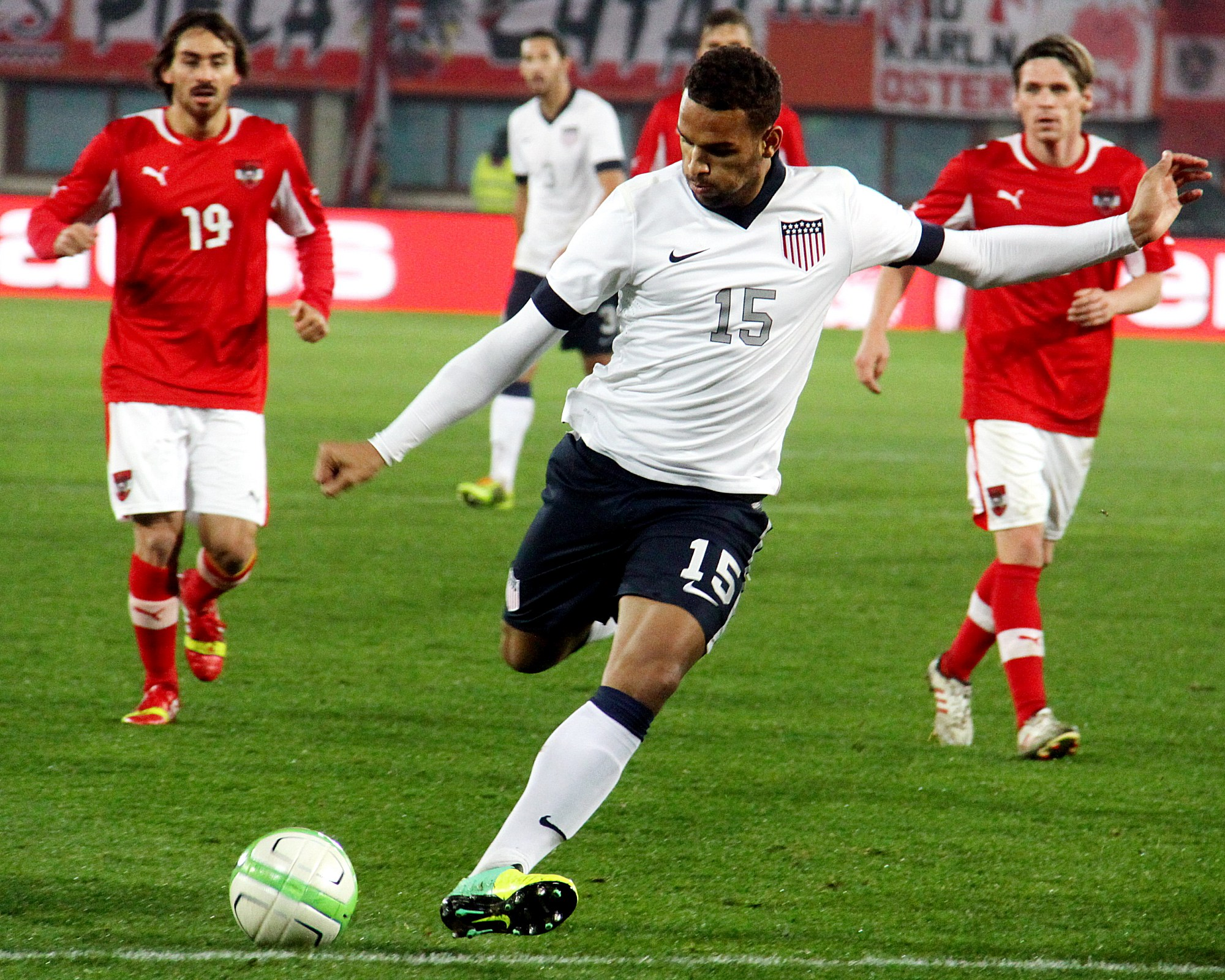
Boyd jugando para Estados Unidos en un amistoso frente a Austria en 2013.

Boyd hizo su debut con la selección mayor el 29 de febrero de 2012 en la histórica victoria de los Estados Unidos frente a Italia en Génova, ingresando al partido en el minuto 79 por Jozy Altidore.
Fue titular por primera vez con los Estados Unidos en la victoria 5-1 en un partido amistoso contra Escocia el 26 de mayo de 2012. Boyd comprometió su futuro internacional a los Estados Unidos jugando su primer partido en competiciones oficiales con su selección, entrando en el segundo tiempo del primer partido de las eliminatorias al Mundial 2014 de su país, una victoria 3-1 contra Antigua y Barbuda el 8 de junio de 2012 en Tampa.
El 15 de agosto de 2012 ingresó en el segundo tiempo y asistió en el único gol del partido en la histórica victoria de Estados Unidos sobre México en el Estadio Azteca.
El 12 de mayo de 2014, el entrenador de la selección estadounidense Jürgen Klinsmann incluyó a Boyd en la lista provisional de 30 jugadores con miras a la Copa Mundial de Fútbol de 2014. No obstante, Boyd, junto con otros seis jugadores, no fue incluido en la lista final de 23 futbolistas.

## Clubes
| Club                    | País     | Año       |
| ----------------------- | -------- | --------- |
| Hertha Berlín II        | Alemania | 2009-2011 |
| Borussia Dortmund II    | Alemania | 2011-2012 |
| S. K. Rapid Viena       | Austria  | 2012-2014 |
| RasenBallsport Leipzig  | Alemania | 2014-2017 |
| S. V. Darmstadt 98      | Alemania | 2017-2019 |
| Toronto F. C.           | Canadá   | 2019      |
| Hallescher F. C.        | Alemania | 2019-2022 |
| 1. F. C. Kaiserslautern | Alemania | 2022-2024 |
| Waldhof Mannheim        | Alemania | 2024-     |